# Alingsås HK
Alingsås Handbollsklubb ist ein schwedischer Handballverein, dessen Herrenmannschaft in der höchsten schwedischen Spielklasse, der Elitserien, spielt.

## Geschichte
Der Verein wurde 1973 in Alingsås gegründet. In der Saison 1998/99 stand Alingsås HK im Halbfinale um die schwedische Meisterschaft. In der folgenden Spielzeit nahm Alingsås am EHF-Pokal teil, schied jedoch in der ersten Runde gegen den ungarischen Vertreter SC Szeged aus. 2002 stieg Alingsås aufgrund des vorletzten Platzes aus der Elitserien ab. Ein Jahr später schaffte AHK die Rückkehr in die Elitserien, konnte die Klasse jedoch nicht halten.
2005 kehrte Alingsås HK wieder in die Elitserien zurück, in der man seitdem spielt. 2009 und 2014 gewann der Verein die schwedische Meisterschaft.
Die Damenmannschaft stieg 2023 in die Allsvenskan auf.

## Bekannte ehemalige Spieler
- Marcus Ahlm
- Kristian Bliznac
- Felix Claar
- Fredrik Larsson
- Teddy Nordling
- Johan Petersson
- Gustav Rydergård